# أراي هاكوسيكي
أراي هاكوسيكي (1657 - 1725 م) هو فيلسوف كونفوشيوسي وسياسي ياباني.
يعد من رائدي التحديث الياباني، باعتباره أول من طالب باستيراد التكنولوجيا الغربية مع الاحتفاظ بـ «الروحية الشرقية».

## روابط خارجية
- أراي هاكوسيكي على موقع الموسوعة البريطانية (الإنجليزية)